# قاره گم‌شده
قارهٔ گم‌شده (ایتالیایی: Continente Perduto) یک فیلم مستند ایتالیایی است که در سال ۱۹۵۵ میلادی منتشر شد.
این فیلم به ناحیه دریایی جنوب شرق آسیا و از جمله بورنئو می‌پردازد که در جشنواره فیلم کن ۱۹۵۵ برندهٔ جایزه هیئت داوران و در پنجمین جشنواره بین‌المللی فیلم برلین برندهٔ «مدال بزرگ نقره» (فیلم‌های مستند و فرهنگی) شد.